# قومية كورية
يمكن الحديث عن القومية الكورية ضمن سياقين مختلفين. يشتمل الأول على حركات متنوعة عبر التاريخ للحفاظ على هويةٍ ثقافيةٍ كورية، وتاريخٍ وإثنية (أو «عرق»). إذ تشكلت هذه القومية الإثنية بشكلٍ رئيس لمعارضة التوغل والحكم الأجنبي. أما السياق الثاني فيشتمل على كيفية تغيّر القومية الكورية بعد التقسيم في عام 1945. أما اليوم، فيميل هذا السياق الأخير إلى السيطرة.
يشير مصطلح «الدم النقي» إلى الاعتقاد بأن الشعب الكوري عرقٌ صافٍ ينحدر من سلفٍ واحد. استُحضرت هذه الفكرة خلال فترة مقاومة الحكم الاستعماري، وأعطت الكوريين شعورًا بالتجانس الإثني والفخر القومي، إلا أنها سرّعت بشكلٍ محتمل من التحيز والتمييز العنصريين.
يميل التيار القومي السائد في كوريا الجنوبية إلى أن يكون قوميًا رومانسيًا بطبيعته (على وجه التحديد، قومي إثني أو «عرقي»)، أكثر من كونه قومي مدني. غالبًا ما ينافس هذا الشكل من القومية الرومانسية، الهوية الوطنية المدنية الأكثر رسمية وتنظيمًا ويضعفها. يعبّر افتقار الكوريين الجنوبيين إلى القومية المستمدة من الدولة (أي الوطنية) عن ذاته بطرق متنوعة. على سبيل المثال، لا يوجد عطلة وطنية لإحياء ذكرى الدولة ذاتها، ولا يعرف العديد من الكوريين الجنوبيين التاريخ الدقيق لتأسيس بلادهم (أي في 15 أغسطس من عام 1948).
تتسم القومية الإثنية الرومانسية في كوريا الشمالية أيضًا ببروزٍ لافت، على الرغم من أن القومية المدنية والقومية الإثنية، على عكس كوريا الجنوبية، لا تتنافسان بل تتعايشان وتعزز كل منهما الأخرى. ويمكن إرجاع ذلك إلى إيديولوجيا جوتشي التي ترعاها الدولة والتي تستخدم الهوية الإثنية لتعزيز سلطة الدولة وسيطرتها.
تنقسم القومية الكورية في كوريا الجنوبية إلى حدٍّ كبير لسلالتين: «القومية الإثنية» التي تعتقد بأن الشعب الكوري يشترك في الدم وينتمي إلى «الوطن الكوري»، و«القومية الليبرالية» المدفوعة لمناهضة الإمبريالية وتشكل معسكر الوسط اليساري السياسي.

## التاريخ
كانت الأهداف المركزية للحركة القومية الكورية تاريخيًا، النهوض بالثقافة الكورية القديمة والهوية الوطنية وحمايتها من التأثير الأجنبي، وتعزيز حركة الاستقلال في أثناء الاحتلال الياباني لكوريا. ومن أجل الحصول على الاستقلال السياسي والثقافي، كان عليها أولًا تعزيز التبعية الثقافية لكوريا. ولهذا السبب، طالبت الحركة القومية باستعادة الثقافة الكورية التقليدية والحفاظ عليها. يمكن النظر إلى حركة فلاحي دونغهاك (تيار التعلُّم الشرقي) المعروفة أيضًا باسم ثورة فلاحي دونغهاك التي بدأت في سبعينيات القرن التاسع عشر، على أنها شكل مبكر لما سيصبح لاحقًا حركة المقاومة القومية الكورية ضد التأثيرات الأجنبية. جاءت بعدها حركة الجيش الفاضل ثم سلسلة من حركات المقاومة الكورية التي أدت جزئيًا إلى الوضع الحالي للدولتين الكوريتين.

### حركات المقاومة الوطنية
كانت القومية في كوريا في أواخر القرن التاسع عشر شكلًا من أشكال حركات المقاومة لكن مع وجود اختلافات كبيرة بين الشمال والجنوب. منذ تدخل القوى الأجنبية في أواخر القرن التاسع عشر، كان على الكوريين بناء هويتهم بطرق تضعهم في مواجهة الأجانب. إذ شهدوا مجموعة واسعة من الأعمال الوطنية على مدى القرن الماضي وشاركوا فيها، إلا أن جميعها كانت عبارة عن شكل من أشكال المقاومة ضد التأثيرات الأجنبية. واصل القوميون الكوريون النضال من أجل الاستقلال خلال الفترة الاستعمارية، وقاتلوا ضد الإمبراطورية اليابانية في كوريا والصين، خاصة منشوريا والصين الداخلية وأقصى شرق روسيا. شكلوا «حكومات في المنفى» وجيوشًا ومجموعات سرية لمحاربة اليابانيين الإمبراطوريين أينما وجدوا.

### تقسيم كوريا
قسمت قوى الحلفاء كوريا عند خط عرض 38˚ بين الشمال والجنوب في عام 1945 كجزء من اتفاقية نزع سلاح الإمبراطورية اليابانية، ولا يزال التقسيم مستمرًا حتى يومنا هذا. يؤدي الانقسام إلى إدامة الأنظمة المتنافسة والأيديولوجيات المتعارضة والسياسات العالمية؛ الأمر الذي يزيد من تعميقه هو الشعور المختلف بالهوية القومية المستمد من التواريخ الفريدة لكل دولة والأنظمة السياسية والأنظمة الطبقية وأدوار الجندر التي يعيشها الكوريون على جوانب مختلفة من الحدود. ونتيجة لذلك، تغلغلت القومية الكورية في أواخر القرن العشرين بسبب الانقسام بين الشمال والجنوب. يتبنى كل نظام شكله المميز من القومية الذي يختلف عن الجانب الآخر ويسعى رغم ذلك إلى تضمين شبه الجزيرة الكورية بأكملها في نطاقه.

### إعادة توحيد كوريا
فيما يتعلق بالقومية الكورية، فإن إعادة توحيد الكوريتين هي قضية وثيقة الصلة بالقومية. ومن المرجح أن تلعب القومية الإثنية السائدة في المجتمع الكوري دورًا هامًا في عملية التوحيد، إذا صار وحدثت بالفعل. وكما يزعم جي-ووك شين، فإن «الوعي الإثني لن يضفي الشرعية على الدافع التوحيدي فحسب، بل يمكن أن يكون أيضًا أرضية مشتركة، خاصة في المراحل الأولى من عملية التوحيد اللازمة لتسهيل التكامل السلس بين النظامين».
تشير إعادة توحيد كوريا إلى إعادة التوحيد الافتراضي مستقبلًا بين كوريا الشمالية والجنوبية تحت ظل حكومة واحدة. تبنت كوريا الجنوبية سياسة الشمس المشرقة تجاه الشمال، وبُنيت هذه السياسة على الأمل في توحيد البلدين ذات يوم خلال تسعينيات القرن الماضي. بدأت العملية لتحقيق ذلك من خلال إعلان 15 يونيو التاريخي المشترك بين الشمال والجنوب في أغسطس من عام 2000، إذ اتفق البلدان على العمل من أجل إعادة توحيد سلمي في المستقبل. ومع ذلك، كان ثمة عدد من العقبات في هذه العملية بسبب الاختلافات السياسية والاقتصادية الكبيرة بين البلدين وجهات حكومية أخرى كالصين وروسيا والولايات المتحدة. وكان لا بد من التغلب على المشاكل قصيرة المدى، كالعدد الضخم من اللاجئين الذي قد يهاجر من الشمال إلى الجنوب، إضافة إلى عدم الاستقرار الاقتصادي والسياسي الأوليين.

## القومية حليفة الدولة

### كوريا الشمالية
إن القومية في كوريا الشمالية جزء من إيديولوجيا جوتشي التي ترعاها الدولة. تدعو زوتشيه إلى فكرة مفادها أن «الإنسان سيد كل شيء ويقرر كل شيء»، وأن الكوريين هم سادة الثورة الكورية. وعليه فإن زوتشيه أحد مكونات النظام السياسي في كوريا الشمالية. وتعني الكلمة حرفيًا «الجسم الأساس» أو «الذات»؛ تُرجم المصطلح في المصادر الكورية الشمالية إلى «الحال المستقل» و«روح الاعتماد على الذات».
ظهرت فكرة زوتشيه تدريجيًا كمذهب إيديولوجي منهجي في الستينيات. حدد كيم إل سونغ المبادئ الأساسية الثلاثة لجوتشي على النحو التالي:
1. «الاستقلال في السياسة».
2. «الاكتفاء الذاتي في الاقتصاد».
3. «الدفاع عن النفس متمثلًا في الدفاع الوطني».

على عكس الكوريين الجنوبيين، يعتقد الكوريون الشماليون عمومًا أن دولتهم (كوريا الشمالية) و«العرق الكوري» متماثلان. لذا فهم يعملون على تقوية بعضهم بعضًا بدلًا من إضعاف الآخر كما هو الحال في كوريا الجنوبية:
يعود الفضل جزئيًا في ربط الكوريين الشماليين بين العرق ودولتهم عمومًا، إلى عقودٍ من الدعاية الحاذقة، فتعمل القومية-الإثنية والولاء للدولة بإنفاذٍ متبادل. وفي هذا الصدد، تتفوق كوريا الشمالية بميزة مهمة على منافستِها، ففي جمهورية كوريا تعمل القومية الإثنية ضد دعم الدولة التي يُنظر إليها على أنها خانت العرق.

— بريان رينولدز مايرز، ميزة الولاء للدولة في كوريا الشمالية (2011)
حتى الكوريون الشماليون غير المعجبين ربما بقادة بلادهم بشكل خاص، سيظلون وطنيين تجاه دولتهم. استشهد الكوريون الشماليون برموز دولتهم، كوريا الشمالية، كالشعار الوطني والعَلَم، وذلك في محاولة لبناء قومية-مدنية، على عكس الكوريين الجنوبيين الذين يستخدمون الزخارف العنصرية والرمزية الإثنية علانيةً كرمز للدولة.